# Stanisław Swianiewicz
Stanisław Swianiewicz (ur. 26 paź.?/7 listopada 1899 w Dyneburgu, zm. 22 maja 1997 w Chislehurst) – polski ekonomista, prawnik, pisarz i sowietolog, świadek zbrodni katyńskiej.

## Pochodzenie i lata młodości

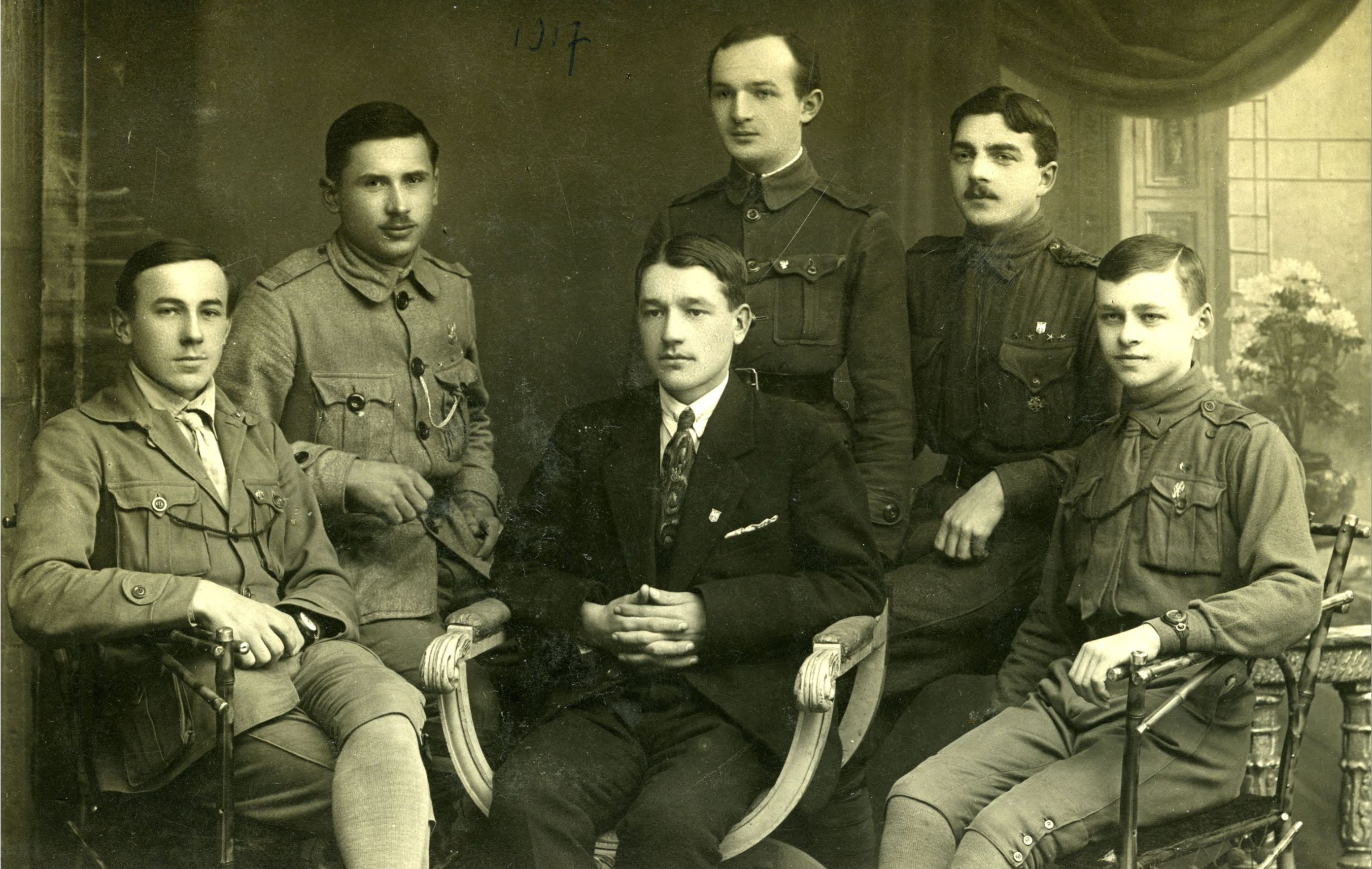
Drużyna harcerska z Orła, 1917. Centralnie Stanisław Swianiewicz, pierwszy z prawej Witold Pilecki.

Był synem Stanisława Swianiewicza i Katarzyny Swianiewicz z domu Baranowskiej (1877-1919). Jego rodzina od strony ojca miała szkockie pochodzenie, spolonizowała się prawdopodobnie w XVII wieku. Ojciec był inżynierem kolejnictwa, nadzorował trasę kolejową Dyneburg-Orzeł, matka, absolwentka szkoły dla „szlachetnie urodzonych dziewic” w Wilnie i Kursów Bestużewa w Petersburgu, była nauczycielką w domach prywatnych. Jego pradziadek został stracony w powstaniu listopadowym, dziadek, Ignacy Grzymała-Baranowski uczestniczył w powstaniu styczniowym
Od 1909 uczęszczał do gimnazjum realnego w rodzinnym mieście, tam od 1912 uczestniczył tajnym kółku samokształceniowym, a w 1914 wstąpił do konspiracyjnej organizacji „Wyzwolenie”. W 1915, w związku z kontrofensywą niemiecką w czasie I wojny światowej, został z rodzicami ewakuowany do Orła, tam w 1917 ukończył szkołę średnią. W mieście tym został wybrany prezesem połączonych lokalnych polskich organizacji młodzieżowych, uczestniczył też w organizowaniu oddziału paramilitarnego, którym kierował Józef Skwarnicki. We wrześniu 1917 rozpoczął studia na Wydziale Prawa i Nauk Społecznych Uniwersytetu Moskiewskiego, które przerwał po ukończeniu I roku. Jesienią 1918 powrócił wówczas do Dyneburga. Tam pracował jako nauczyciel. Zaangażowany w działalność konspiracyjną, otrzymał także nominację na komendanta dyneburskiej Polskiej Organizacji Wojskowej. W czerwcu 1919 wstąpił do Wojska Polskiego, służył w 7 Pułku Artylerii Polowej jako bombardier. Jesienią tego roku został studentem Wydziału Prawa Uniwersytetu Stefana Batorego. Studia łączył ze służbą wojskową – pełnił funkcję cenzora Dyrekcji Poczt i telegrafów w Wilnie. Od maja 1920 służył w 201 Pułku Piechoty, walczył m.in. w bitwie nad Wkrą oraz bitwie nad Niemnem, a także ze swoim oddziałem uczestniczył w zajęciu Wilna w ramach tzw. buntu Żeligowskiego. Nawiązał wówczas współpracę z pismem krajowców – „Gazetą Krajową”.  W listopadzie 1920 został awansowany do stopnia plutonowego, w grudniu tego roku bezterminowo urlopowany. Pracował następnie w referacie białoruskim w Centralnym Urzędzie Litwy Środkowej. Stopień podporucznika otrzymał dopiero w 1932.

## Dwudziestolecie międzywojenne
W 1921 podjął studia prawnicze na Uniwersytecie Stefana Batorego. Ukończył je w 1924 i do tego samego roku rozpoczął pracę na macierzystej uczelni, jako starszy asystent (początkowo kontrakt odnawiano mu co roku, od 1 września 1934 miał charakter bezterminowy. W 1926 obronił pracę doktorską Psychiczne podłoże produkcji w ujęciu Jerzego Sorela, napisaną pod kierunkiem Władysława Mariana Zawadzkiego, która poświęcił irracjonalnym czynnikom w działalności gospodarczej w myśli Sorela. W 1931 opublikował pracę Lenin jako ekonomista i otrzymał tzw. venia legendi oraz stanowisko docenta. Od 1 stycznia 1935 pracował jako stały adiunkt w Katedrze Ekonomii Politycznej.19 kwietnia 1938 mianowany profesorem nadzwyczajnym na Wydziale Prawa i Nauk Społecznych USB.
Należał do współtwórców polskiej sowietologii, uczestniczył w przygotowaniu koncepcji Instytutu Naukowo-Badawczego Europy Wschodniej, początkowo kierował w nim Referatem Gospodarczym, od 1933 Seminarium Sowieckim. Badał kwestie szybkiego uprzemysłowienia w systemie sowieckim, w pracy habilitacyjnej (wydanej przez IN-BEW) analizował poglądy ekonomiczne Włodzimierza Lenina, zajmował się także oceną pierwszego planu pięcioletniego w ZSRR. W latach 30. interesował się także uniwersalizmem Othmara Spanna, a następnie gospodarką planową w III Rzeszy. W 1938 opublikował pracę Polityka gospodarcza Niemiec Hitlerowskich, w której badał metody walki z kryzysem gospodarczym Hjalmara Schachta. 
Jego prace dotyczyły przede wszystkim historii idei. Z poglądów należał do zwolenników teorii Johna Maynarda Keynesa, opowiadał się za etatyzmem gospodarczym, krytykując jednak pewne przykłady polityki zaliczanej do tej kategorii Polsce..     
Od 1923 działał w Akademickim Klubie Włóczęgów Wileńskich, od 1930 w wyodrębnionym z niego Klubie Seniorów, z ramienia USB był kuratorem klubu w latach 1934–1939. Publikował w organie Klubu Seniorów – piśmie „Włóczęga”, tam też, obok Seweryna Wysłoucha, był autorem najważniejszych tekstów programowych klubu. Uczestniczył także w spotkaniach tzw. Kółka, które organizował początkowo Bohdan Podoski. Tam poznał swoją żonę – Olimpię Zambrzycką.

## Lata II wojny światowej
24 sierpnia 1939 został zmobilizowany jako oficer rezerwy. Został dowódcą kompanii kwatermistrzowskiej w 85 Pułku Piechoty. Walczył w kampanii wrześniowej, m.in. w walkach pod Piotrkowem Trybunalskim, Dorohuskiem, Tomaszowem Lubelskim oraz w bitwie pod Krasnobrodem. Podczas próby przedostania się w stronę granicy węgierskiej wraz z grupą ok. 300 żołnierzy swego oddziału został 28 września 1939 wzięty do niewoli przez Armię Czerwoną. Przebywał kolejno w Podwołoczyskach (od 30 września 1939) i obozie przejściowym w Putywlu (od 8 października 1939). 2 listopada 1939 został internowany w Kozielsku. Stamtąd 29 kwietnia 1940 został wysłany w transporcie jeńców do Katynia (był już umieszczony na liście osób przeznaczonych do rozstrzelania (nr 52/2, poz. 67). Znalazł się na stacji Gniezdowo (stacji rozładowczej dla oficerów polskich, przewożonych przez NKWD kilka kilometrów dalej na miejsce egzekucji zbrodni katyńskiej) i w ostatniej chwili został wyłączony z transportu, a następnie przekazany GUGB, który zamierzał prowadzić przeciwko niemu śledztwo z uwagi na domniemaną współpracę z polskim wywiadem. Wywiad sowiecki zainteresował się natomiast jego pracą o gospodarce niemieckiej. Swianiewicz zdążył jeszcze przez szparę w wagonie obserwować polskich oficerów wywożonych małymi autobusami z szybami zasmarowanymi wapnem w nieznanym kierunku. Tym samym został jedynym polskim świadkiem ostatnich chwil polskich jeńców – więźniem Kozielska, który znalazł się na stacji Gniezdowo.  
Został przewieziony do więzienia w Smoleńsku, od 6 maja do grudnia 1940 przebywał w więzieniu NKWD na Łubiance, a następnie w więzieniu butyrskim w Moskwie. W lutym 1941 został skazany przez "kolegium NKWD" na 8 lat łagru za szpiegostwo na rzecz Polski i Niemiec. Został skierowany do zespołu ust-wymskich łagrów w Republice Komi. W sierpniu 1941, w ramach tzw. „amnestii” w wyniku układu Sikorski-Majski, zwolniono go z obozu, ale wkrótce potem ponownie został uwięziony (władze sowieckie miały świadomość znaczenia Swianiewicza jako świadka zbrodni katyńskiej). Zwolniono go ostatecznie 20 kwietnia 1942, po zabiegach dyplomatycznych Stanisława Kota, Wacława Komarnickiego i Kajetana Morawskiego u ambasadora ZSRR przy Rządzie RP na uchodźstwie Aleksandra Bogomołowa.
W czerwcu 1942 złożył władzom polskim raport opisujący wywiezienie polskich oficerów z Kozielska. W lipcu 1942 został ewakuowany przez władze polskie z ZSRR i znalazł się w Teheranie. Następnie przebywał na Bliskim Wschodzie. We wrześniu 1942 napisał kolejne, obszerne sprawozdanie dotyczące więzionych polskich jeńców wojennych, zaginionych, jak wówczas uważano, w ZSRR. Od 1 stycznia 1943 kierował w Jerozolimie Biurem Studiów Bliskiego i Środkowego Wschodu – będącego jedną z agend podległego rządowi Centrum Informacji na Wschodzie. W grudniu 1943 wyjechał do Londynu, gdzie objął stanowisko naczelnika w Wydziale Wschodnim Ministerstwa Informacji i Dokumentacji. Ze stanowiska tego odszedł 6 lipca 1945, po wycofaniu uznania dyplomatycznego dla Rządu RP na uchodźstwie przez Wielką Brytanię i USA, w realizacji ustaleń konferencji jałtańskiej.

## Czasy powojenne

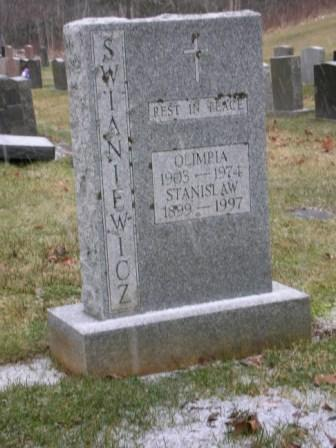
Grób Olimpii i Stanisława Swianiewiczów w Halifaksie

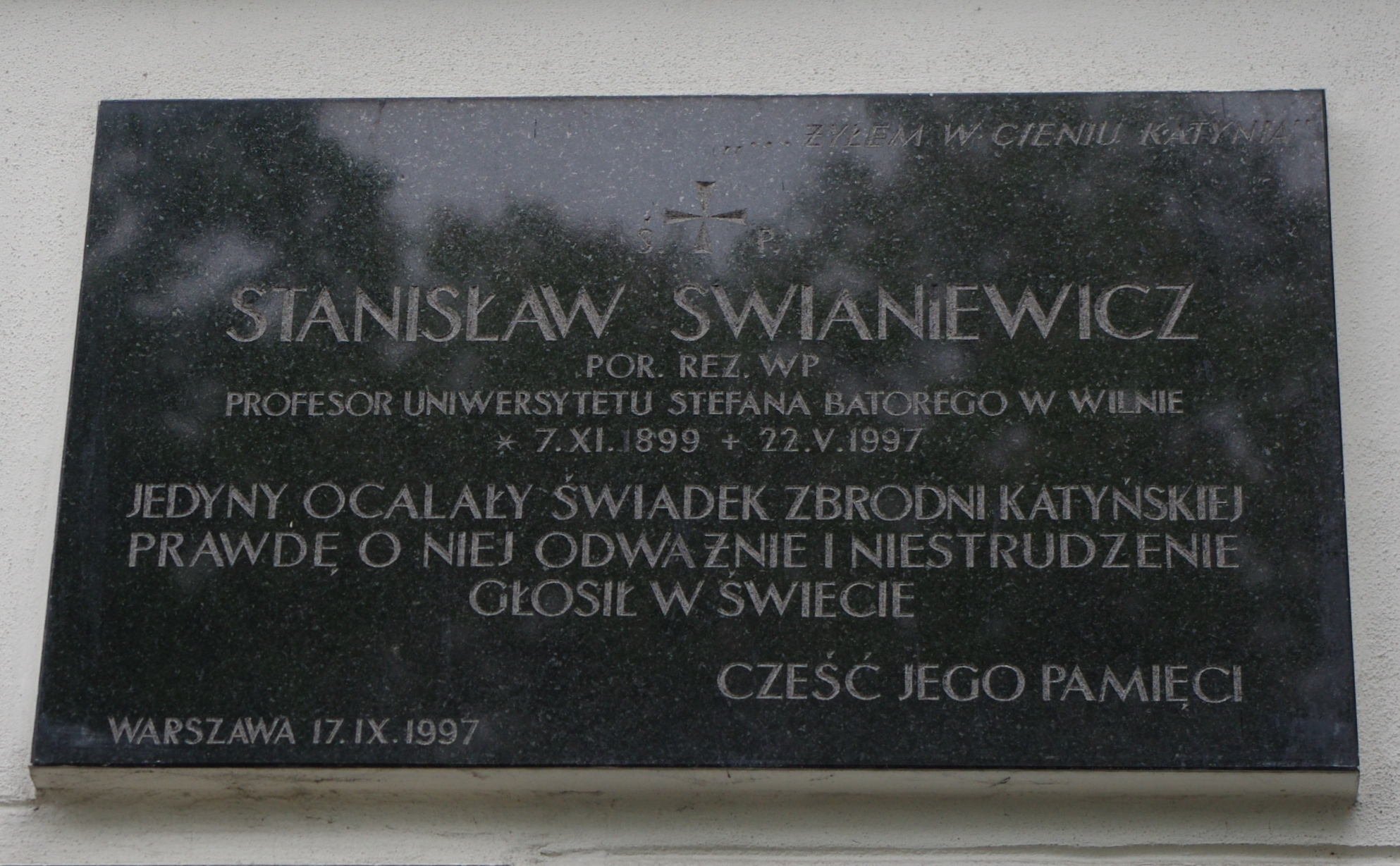
Tablica upamiętniająca prof. Stanisława Swianiewicza na ścianie zewnętrznej kościoła św. Karola Boromeusza na warszawskich Powązkach, będąca częścią Sanktuarium „Poległym i Pomordowanym na Wschodzie”

Od 1946 pracował jako profesor ekonomii w The Polish Board of Technical Studies, w latach 1947-1953 działającym jako Polish University College. Od 1947 był członkiem Społeczności Akademickiej Uniwersytetu Stefana Batorego oraz Polskiego Stowarzyszenia Byłych Sowieckich Więźniów Politycznych. W 1947 Iwo Jaworski starał się o sprowadzenie go na Uniwersytet Wrocławski. Ze względu na swoje doświadczenia katyńskie i zaangażowanie się w sprawę nagłośnienia tej zbrodni z zaproszenia tego nie skorzystał. W 1950 był jednym z członków założycieli Polskiego Towarzystwa Naukowego na Obczyźnie. Od 1953 korzystał przez rok z Senior Simon Research Fellowship na Uniwersytecie w Manchesterze. W 1954 przyjął obywatelstwo brytyjskie. W latach 1956–1958 przebywał jako ekspert UNESCO w Indonezji. W tym czasie przyjechała do niego, po 18 latach rozłąki, żona. Od 1958 korzystał ze stypendium London School of Economics. Od 1963 pracował jako profesor w Saint Mary’s University w Halifaksie. W 1965 wydał swoją opus magnum – książkę Forced Labour and Economic Development, w której analizował ekonomiczne podstawy funkcjonowania Gułagu. W latach 1966–1968 był profesorem wizytującym na Uniwersytecie Notre Dame w Indianie, następnie powrócił do Halifaksu, gdzie na miejscowym uniwersytecie pracował do emerytury w 1973, po czym otrzymał tam tytuł professor emeritus. W drugiej połowie 1967 wraz z żoną podpisał się pod listą „Solidarności z Izraelem”, którą przygotowywał Józef Czapski (w tym czasie trwała wojna sześciodniowa). Po śmierci żony w 1974 zamieszkał w Londynie, w domu Kawalerów Maltańskich w Shepherd's Bush, w tym samym roku otrzymał tytuł profesora Polskiego Uniwersytetu na Obczyźnie. Ostatnie lata spędził w Domu Kombatanta „Antokol” w Chislehurst prowadzonym przez generała Tadeusza Pełczyńskiego i Wandę Pełczyńską.
Latem 1990 odwiedził Polskę, przyjechał wówczas na ślub wnuka.
Zmarł w Chislehurt 22 maja 1997, został pochowany na cmentarzu w Halifaksie, u boku żony
W 2005 powstał biograficzny film dokumentalny poświęcony Stanisławowi Swianiewiczowi pt. Ostatni świadek (scenariusz i reżyseria: Paweł Woldan).

## Pamięć o Katyniu
Jego świadectwo stało się częścią opublikowanej w 1948, zredagowanej przez Zdzisława Stahla i Józefa Mackiewicza a opatrzonej wstępem przez gen. Władysława Andersa, książki „Zbrodnia katyńska w świetle dokumentów”. We wrześniu 1951 i kwietniu 1952 zeznawał przed specjalną komisją Kongresu USA do zbadania zbrodni katyńskiej, występując ze względów bezpieczeństwa w masce. W październiku 1975 uczestniczył w Danii w tzw. przesłuchaniach sacharowskich dotyczących naruszania praw człowieka w krajach bloku wschodniego. Tuż przed tym wydarzeniem został w Londynie napadnięty i pobity przez nieznanych sprawców. W 1976 w Instytucie Literackim wydał wspomnienia W cieniu Katynia, które stały się bestsellerem. W październiku 1989 wszedł w skład Rady Honorowej Komitetu Historycznego Badania Zbrodni Katyńskiej.

## Rodzina
W 1926 poślubił Olimpię Zambrzycką, miał z nią czworo dzieci: Marię, po mężu Nagięć (ur. 1928), Witolda (1930–2017), Jerzego (1932–2012) i Bernadettę, po mężu Szeglowską (ur. 1934). Jego wnukiem jest Paweł Swianiewicz.

## Publikacje
- Lenin jako ekonomista, 1930, wydana przez Instytut Naukowo-Badawczy Europy Wschodniej
- Polityka gospodarcza Niemiec hitlerowskich, 1938 – wydana przez „Politykę” redagowaną przez Jerzego Giedroycia
- Forced Labour and Economic Development (Obozy pracy a rozwój ekonomiczny) London 1965, ISBN 0-313-24983-0.
- W cieniu Katynia, 1976, wydana przez Instytut Literacki
- Dzieciństwo i młodość, 1996 – wydana w Warszawie nakładem rodziny, zawiera wspomnienia z okresu młodości do roku 1919

## Nagrody i wyróżnienia
- Krzyż Walecznych (1920)
- Nagroda Związku Pisarzy Polskich na Obczyźnie (1976)[77].
- Nagroda Wiadomości dla najlepszej książki roku (1977) - za W cieniu Katynia[78]
- Najlepsza Książka Roku według "The Polish Literary Review" - dla W cieniu Katynia (1977)[79]
- Nagroda Fundacji Jurzykowskiego (1988)[79]
- Nagroda publicystyczna im. Juliusza Mieroszewskiego przyznawana przez paryską Kulturę[80]
- krzyż za udział w wojnie polsko-bolszewickiej lat 1918–1920 (1990)[2]
- Krzyż Komandorski z Gwiazdą Orderu Odrodzenia Polski - zarządzeniem prezydenta RP na uchodźstwie Ryszarda Kaczorowskiego z 11 listopada 1990[81].
- doktorat honoris causa Polskiego Uniwersytetu na Obczyźnie (1990)[2]